# Tabanus rixator
Tabanus rixator är en tvåvingeart som beskrevs av David Fairchild 1943. Tabanus rixator ingår i släktet Tabanus och familjen bromsar. Inga underarter finns listade i Catalogue of Life.